# Castilleja de Guzmán
Castilleja de Guzmán is een gemeente in de Spaanse provincie Sevilla in de regio Andalusië met een oppervlakte van 2 km². In 2007 telde Castilleja de Guzmán 2627 inwoners.

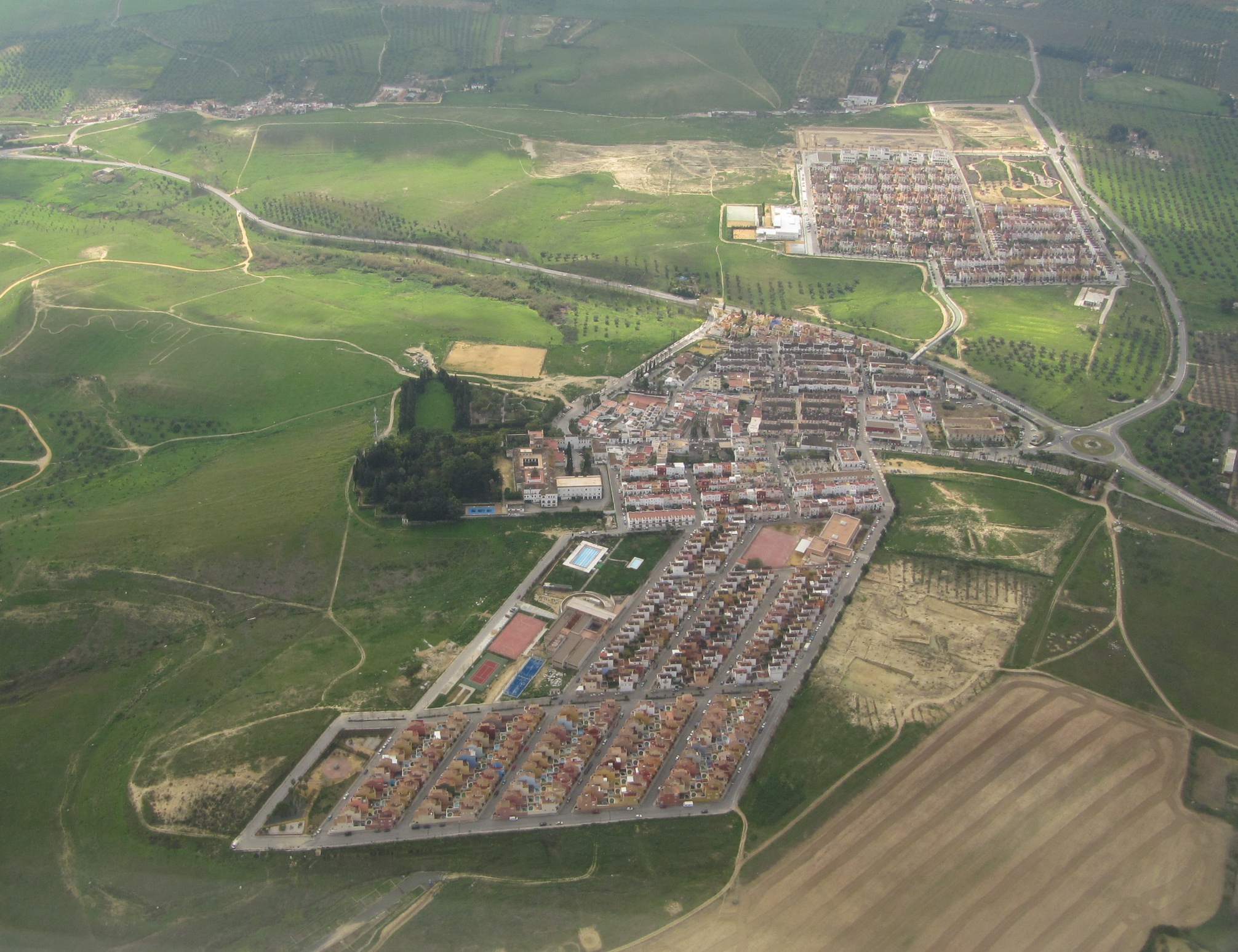
Vanuit de lucht